# Papilė
Papilė é uma cidade no condado de Šiauliai, na Lituânia, nas proximidades do Rio Venta.